# Emmanuel Rabu
Pour les articles homonymes, voir Rabu.
Emmanuel Rabu, né le 22 mars 1971 à Rougé (Loire-Atlantique, en France), est un poète et un écrivain français. Il est également l'auteur de dessins, de pièces sonores.

## Biographie
Après des études de Lettres modernes à l’université de Nantes, il fonde, avec Antoine Daguin, sa première revue, Poésies et Fictions, dont un seul numéro parait en novembre 1996.
Il devient en 1999 le secrétaire de rédaction de la revue nantaise Quaderno dirigée par Philippe Beck et Christophe Tarkos et éditée par les éditions MeMo. Il fonde la revue Plastiq, vendue avec un CD et qui n'a qu'un seul numéro en 2001.
Entretemps, il fait partie du collectif Poésie Express (dirigé par Sylvain Courtoux) qui publie son tout premier livre : Moderne faculté des Maîtres, Poésie Express, Limoges, février 2000.
Son second livre, Èv-zone, est publié par Derrière la salle de bains en 2002 (dans une version non complète), au moment même où Rabu part vivre un an à Berlin. Quand il en revient en 2003, il travaille à Tryphon Tournesol et Isidore et Isou, publié en 2007 au Seuil dans la collection Fiction & Cie et qui est son premier succès critique.
Il dirige en 2009 et 2010 les deux tomes de Écrivains en Séries chez Laureli/Léo Scheer, deux livres de fictions, d'essais ou de textes de créations en tout genre, uniquement sur les séries télévisées. Il participe en tant que coproducteur exécutif au disque (et au livret) de Sylvain Courtoux, Vie et mort d'un poète de merde, sorti chez Al Dante, en février 2010.
Son roman de science-fiction expérimentale et d'avant-pop, Futur fleuve, sort en 2011 chez Léo Scheer dans la collection Laureli.
En 2014, il publie avec Laetitia Paviani et Éva Prouteau Eight : Danny Steve un ouvrage sur Danny Steve, aux éditions Les Requins marteaux.
En 2016, il sort une bande dessinée, dessinée par Jochen Gerner, intitulée RG : Renseignements généraux, à L'Association, il s'agit d'une étude sur Tintin,. Il participe alors aux côtés de Benoît Peeters et Jochen Gerner à une rencontre organisée par le Centre national du livre, dans une conférence intitulée Eternel Tintin, animée par la journaliste Sarah Polacci.

## Publications
- Moderne faculté des Maîtres, Poésie Express, 2000[6]
- Èv-zone, Rouen, Derrière la salle de bains, coll. « Poésies mécaniques », 2002, 30 p. (ISBN 2-84475-027-3, BNF 38958851)
- Tryphon Tournesol et Isidore et Isou, Paris, Seuil, coll. « Fiction & Cie », 2007, 96 p. (ISBN 978-2-02-093498-5, EAN 9789782020932, BNF 41014452)[6]
- Cargo culte, Limoges, Dernier télégramme, 2007, 29 p. (ISBN 978-2-9524151-9-4, EAN 9782952415194, BNF 41031270)[6],[7],[8]
- Futur fleuve  (ill. Jochen Gerner), Paris, Léo Scheer, coll. « Laureli », 2011, 109 p. (ISBN 978-2-7561-0344-0, EAN 9782756103440, OCLC 760988985, BNF 42473551)[2]
- 2014 : Laetitia Paviani, Éva Prouteau et Emmanuel Rabu, Eight : Danny Steve, Bègles, les Requins marteaux, 2014, 128 p. (ISBN 978-2-84961-153-1, EAN 9782849611531, BNF 44213270)
- 2016 : bande dessinée Emmanuel Rabu (ill. Jochen Gerner), RG : renseignements généraux, Paris, L'Association, 2016, 120 p. (ISBN 978-2-84414-564-2, BNF 45048966)

Et dans les revues et collectifs : Java, Quaderno, Boxon, Musica Falsa, Fusées, Action restreinte, Terraformation, éditions Ere, Autres territoires, éditions Farrago, En tous lieux nulle part ici, Les In©lassables, Nepe éditions.

### Participations
- Julien Blaine au Block Haus DY10, avec Sylvain Courtoux, Emmanuel Rabu, Carine Léquyer, Basile Ferriot et Phil Tremble, Dernier Télégramme, 2007 (+ Cd).
- Urban connections, 2007. Catalogue d’exposition bilingue (français / anglais), textes : Cécilia Bezzan et Emmanuel Rabu, notices et introduction : Judith Quentel, graphisme : Jocelyn Cottencin et Richard Louvet.
- Sylvain Courtoux, Vie et Mort d’un poète de merde, éd. Al Dante, février 2010 (+ Cd).